# جورج بي. برادلي
جورج بي. برادلي (بالإنجليزية: George B. Bradley)‏ هو قاضي ومحامي وسياسي أمريكي، ولد في 5 فبراير 1825، وتوفي في 9 يناير 1916. نشط حزبياً في الحزب الديمقراطي. وقد انتخب عضو مجلس ولاية نيويورك.